# Obese
Obese is een Nederlands televisieprogramma dat wordt uitgezonden op RTL 4. In dit televisieprogramma volgen Angela Groothuizen (2019-heden) en hoofdtrainer Roberto de Costa elke week iemand die zwaar overgewicht (morbide obesitas) heeft. Voorheen was de presentatie in handen van Wendy van Dijk en hoofdtrainer Radmilo Soda (2011-2015). Degene die gevolgd wordt, wordt aan het begin van de aflevering overvallen door de presentatrice en krijgt dan te horen dat hij/zij in het programma zit.
In seizoen vier en vijf worden de kandidaten acht maanden gevolgd in hun strijd tegen de kilo's. In voorgaande seizoenen duurde het volgtraject echter een jaar. De kandidaten kregen thuis of op hun werk te horen dat ze in het programma zaten. Elke aflevering gaat over een andere kandidaat en duurde de eerste drie seizoenen 90 minuten en het vierde seizoen 60 minuten, inclusief reclame. Te zien is hoe de kandidaten middels een, op voor hen geschreven dieet, en met een personal trainer het doel proberen te bereiken wat de hoofdtrainer voor hen heeft vastgesteld. Hierbij moeten ze zich ter controle om de zoveel tijd wegen. Hierdoor is te zien of het afvallen goed gaat. Zo niet, dan wordt gekeken wat er mis is gegaan en worden ze hierop aangesproken, waarbij ze weer worden herinnerd aan de voorgeschreven regels. Aan het eind van het traject vindt in het bijzijn van vrienden en familie de finaleweging plaats waarbij wordt bekendgemaakt hoeveel kilo ze in totaal zijn afgevallen en of het beoogde doel is bereikt. 
In juni 2018 werd bekendgemaakt dat Angela Groothuizen het stokje overnam van Wendy van Dijk die dat jaar overstapte naar SBS6. In 2019 werd het programma voor het eerst niet in februari uitgezonden, maar in mei. Ook waren de uitzendingen niet op zondagavond, maar op woensdagavond. Nieuw waren ook de individuele bootcamps in plaats van de bootcamp in de Ardennen waar alle kandidaten, de eerste drie seizoenen, naar toe moesten.
Op 5 juli 2021 werd bekend dat Miljuschka Witzenhausen de vernieuwde versie van Obese gaat presenteren in 2022 bij RTL 5. In het nieuwe seizoen ligt de nadruk meer op de lange termijn en het veranderen van de lifestyle. Ook worden niet specifiek mensen gevolgd met morbide obesitas.

## Kritiek en professionalisering
Televisierecensent Jean-Pierre Geelen uitte kritiek op het programma, omdat obesitaspatiënten er niet in worden geïnformeerd over de problemen die ten grondslag liggen aan morbide obesitas. In zijn recensie van de eerste aflevering met Danny schreef hij: "Danny's probleem zat niet in zijn lijf, maar in zijn verslaafde hoofd. Geen woord daarover in Obese".
Tegenwoordig worden de kandidaten uitgebreid gescreend middels een medische- en psychologische keuring. Tijdens én na het traject worden ze ondersteund door psychologe Hilde Jans en diëtiste Lisa Steltenpool.

## Afleveringen

### Seizoen 1
| Aflevering | Datum            | Aantal kijkers | Kandidaat, begingewicht         |
| ---------- | ---------------- | -------------- | ------------------------------- |
| 1          | 2 oktober 2011   | 1.454.000      | Danny, 270 kg                   |
| 2          | 9 oktober 2011   | 1.412.000      | Angeli, 164 kg                  |
| 3          | 16 oktober 2011  | 1.515.000      | Katelijn, 161 kg                |
| 4          | 23 oktober 2011  | 1.660.000      | Alexander, 202 kg               |
| 5          | 30 oktober 2011  | 1.528.000      | Natascha, 199 kg                |
| 6          | 6 november 2011  | 1.719.000      | Elly, 176 kg                    |
| 7          | 13 november 2011 | 1.587.000      | Speciale aflevering (terugblik) |

### Seizoen 2
| Aflevering | Datum            | Aantal kijkers | Kandidaat, begingewicht |
| ---------- | ---------------- | -------------- | ----------------------- |
| 1          | 3 februari 2013  | 1.727.000      | Ruben, 221 kg           |
| 2          | 10 februari 2013 | 1.610.000      | Stanley, 227 kg         |
| 3          | 17 februari 2013 | 1.529.000      | Amanda, 138 kg          |
| 4          | 24 februari 2013 | 1.775.000      | Michel, 222 kg          |
| 5          | 3 maart 2013     | 1.609.000      | Lilian, 171 kg          |
| 6          | 10 maart 2013    | 1.656.000      | Tamara, 163 kg          |

Op 3 februari 2013 is het tweede seizoen van Obese begonnen. Het tweede seizoen heeft hetzelfde concept als het eerste seizoen.

### Seizoen 3
| Aflevering | Datum         | Aantal kijkers | Kandidaat, begingewicht     |
| ---------- | ------------- | -------------- | --------------------------- |
| 1          | 19 april 2015 | 1.487.000      | Daisy, 221 kg               |
| 2          | 26 april 2015 | 1.375.000      | Gerard, 224 kg              |
| 3          | 3 mei 2015    | 1.290.000      | Tatjana, 156 kg             |
| 4          | 10 mei 2015   | 1.155.000      | Kelée, 95 kg Xandra, 135 kg |
| 5          | 17 mei 2015   | 1.373.000      | Roel, 137 kg                |
| 6          | 24 mei 2015   | 1.037.000      | Gerard, 217 kg              |

Op 19 april 2015 is het derde seizoen van Obese begonnen. Het derde seizoen heeft hetzelfde concept als het eerste en het tweede seizoen.
In 2015 was er een uitzonderlijk geval. Er werden twee kandidaten in één aflevering gevolgd, een moeder en een dochter die allebei morbide obesitas hadden. 
Een ander uitzonderlijk geval was kandidaat Gerard. Hij kon door ziekte de bootcamp in de Ardennen, waar alle kandidaten naartoe moesten, niet volgen. Wendy van Dijk zorgde er daarom als verrassing voor dat hij deze bootcamp in plaats daarvan op een locatie in Nederland kon doen op het moment dat hij weer beter was. Tijdens deze alternatieve bootcamp kreeg hij ook het weegmoment dat hij anders tijdens de bootcamp in de Ardennen zou krijgen. Verder haalde hij als eerste kandidaat al zijn weegmomenten niet, omdat hij zich niet goed hield aan de schema's. Hij kon zijn eetpatroon niet goed veranderen, omdat hij een eetverslaving had die hij moeilijk kon overwinnen. Hierdoor viel hij in stresssituaties steeds terug op zijn oude eetgewoonten, waardoor hij wat kilo's aankwam. Hierdoor viel hij veel minder af dan de bedoeling was.

### Seizoen 4
| Aflevering | Datum        | Aantal kijkers | Kandidaten, begingewicht           |
| ---------- | ------------ | -------------- | ---------------------------------- |
| 1          | 15 mei 2019  | 759.000        | Wesley, 177,7 kg Johanna, 158,6 kg |
| 2          | 22 mei 2019  | 882.000        | Vincent, 180 kg                    |
| 3          | 29 mei 2019  | 722.000        | Annet, 151 kg                      |
| 4          | 5 juni 2019  | 775.000        | Arthur, 211 kg                     |
| 5          | 12 juni 2019 | 701.000        | Ludo, 161 kg                       |
| 6          | 19 juni 2019 | 900.000        | Mirjam, 150 kg Joëlle, 126 kg      |
| 7          | 26 juni 2019 | 684.000        | Michael, 175 kg                    |
| 8          | 3 juli 2019  | 723.000        | Senne, 130 kg                      |

Het vierde seizoen begon op woensdag 15 mei 2019 en wordt gepresenteerd door Angela Groothuizen. Dit seizoen heeft hetzelfde concept als de eerste 3 seizoenen.

### Seizoen 5
| Aflevering | Datum             | Aantal kijkers | Kandidaten, begingewicht |
| ---------- | ----------------- | -------------- | ------------------------ |
| 1          | 2 september 2020  | 496.000        | Eric, 182,9 kg           |
| 2          | 9 september 2020  | 604.000        | Bibi, 128,3 kg           |
| 3          | 16 september 2020 | 504.000        | Manouk, 124,5 kg         |
| 4          | 23 september 2020 | 550.000        | Johan, 177,4 kg          |
| 5          | 30 september 2020 | 623.000        | Jay, 195 kg              |
| 6          | 7 oktober 2020    | 629.000        | Manon, 176 kg            |
| 7          | 14 oktober 2020   | 448.000        | Eva, 116,9 kg            |
| 8          | 21 oktober 2020   | 733.000        | Ron, 168,9 kg            |

Het vijfde seizoen begon op woensdag 2 september 2020 en wordt wederom gepresenteerd door Angela Groothuizen. Dit seizoen heeft hetzelfde concept als de eerste 4 seizoenen.